# Haluro de arilo
En química orgánica, un haluro de arilo (también llamado halogenoareno o haloareno) es un compuesto aromático, en el que uno o más átomos de hidrógeno, directamente unidos a un anillo aromático son reemplazados por un haluro. Los Haloareno son distintos a los haloalcanos porque exhiben muchas diferencias en métodos de preparación y propiedades. Los miembros más importantes son los cloruros de arilo, pero la clase de compuestos es tan amplia que muchos derivados tienen una cantidad conveniente de aplicaciones.

## Nomenclatura
- Los haluros de arilo monosustituidos se denominan con el nombre del sustituyente seguido de la palabra benceno.
- En los haluros de arilo disustituidos la posición del sustituyente se puede indicar con números o utilizando los prefijos orto-, meta- y para-.

## Procedimiento de preparación
- Halogenación del Benceno: Sustitución electrofílica aromática: clorobenceno y bromobenceno.
- Reacción de sales de diazonio tratadas con (haluros): HBF4; CuCl; CuBr; Kl.

Reacciones de:
1. La reacción de Sandmeyer
2. La reacción de Schiemann
3. Reacción de las sales de diazonio con ion yoduro

- Reacción del flúor con benceno: En el caso del flúor su reacción es difícil de controlar debido a su elevada reactividad.
- Reacción con bromo: No transcurre sin catalizador, un ácido de Lewis: cloruro férrico.
- Reacción con Yodo: No tiene lugar normalmente. Se necesita un oxidante (HNO3) que transforme el I2 en I+.

- Datos: Q418088